# Bolong
Bolong (лат.) — род травоядных птицетазовых динозавров из семейства Iguanodontidae, живших во время нижнего мела на территории современного Китая. Типовой и единственный вид — Bolong yixianensis. Окаменелости динозавра были найдены в формации Исянь (Yixian Formation) провинции Ляонин. Впервые описан палеонтологами Wu Wen-hao, Pascal Godefroit и Hu Dong-yu в 2010 году.